# Cruz del Reto
La Cruz del Reto, Cruz del Reto de Blasco Jimeno o Cruz del Pandero es un crucero situado en el término municipal de Cantiveros, España.

## Localización
Se encuentra en el término municipal de Cantiveros, en la salida de la villa hacia Fontiveros, a pocos metros del cruce de las carreteras AV-800 y AV-P-115.
HISTORIA Y LEYENDA.
En el año 1116 el rey Alfonso I de Aragón sitió la ciudad de Ávila con el objeto de verificar si el infante Alfonso Raimundez, hijo de Urraca, reina de León y Castilla, estaba efectivamente vivo pues él tenía noticias de su posible fallecimiento. Urraca tuvo dos hijos con Raimundo de Borgoña antes de casarse con Alfonso I (el Batallador). El rey Alfonso I trataba de conquistar tierras al sur del río Duero, llegando incluso hasta Toledo. Ávila era partidaria de Urraca, mientras que Segovia era partidaria de Alfonso. Urraca, con el fin de proteger a su hijo Alfonso Raimundez, futuro rey de Castilla y León, le envió a Toledo en 1116 bajo la tutela del arzobispo Bernardo de Toledo, fiel partidario de la reina Urraca, llegando a dicha ciudad en noviembre del mismo año. 
La tradición dice que el infante Alfonso Raimundez en su marcha de León a Toledo, fue acogido por Blasco Jimeno, gobernador de la ciudad y por el Obispo de Ávila. Alfonso I sitió la ciudad de Ávila en 1116 y exigió ver al infante Alfonso, entonces de 11 años de edad. A esto se negó Blasco Jimeno con lo que el rey Alfonso I pidió que le mostrasen al niño y que el abandonaría el sitio de la ciudad si efectivamente el príncipe se encontraba dentro. En garantía el rey exigió que 60 caballeros de la ciudad se ofrecieran como rehenes en las afueras de la ciudad. Así se hizo y el rey entró en Ávila donde se le mostró al príncipe Alfonso desde una ventana de la fortaleza-muralla. El rey Alfonso salió de la ciudad convencido, pero antes de quitar el sitio ordenó la matanza de los 60 rehenes.  
Una vez degollados, hizo hervir las cabezas de los mismos, con lo que la puerta situada en frente del campo donde sus fuerzas habían acampado se llama Puerta de la Hervencias.
El asesinato de los 60 caballeros fue un afronte que el gobernador Blasco Jimeno no pudo soportar. Acompañado de su escudero Lope Núñez, consiguió alcanzar los caballeros del rey Alfonso en el pueblo de Cantiveros, a unos 30 km al norte de Ávila. Allí Blasco Núñez retó al rey Alfonso a una lucha a muerte, pero Alfonso I, no interesado en aceptar el reto, decidió asesinar a ambos caballeros de Ávila con lanzas. 
En recuerdo de este reto, una cruz de piedra fue erigida cerca de Cantiveros. 
Este hecho heroico se considera tradición y leyenda. Hasta hoy el escudo de la ciudad de Ávila contiene el rey niño Alfonso VII. La ciudad se llama Ávila del Rey y también Ávila de los Caballeros. El hecho es que el futuro rey Alfonso VII estaba en Toledo en noviembre de 1116 y que el se encontraba en León en junio del mismo año. Por lo cual es probable que Ávila (partidaria de Urraca) fuese residencia del Rey Niño entre estos dos meses de 1116.
El monumento muestra la siguiente inscripción en la actualidad:

«[Aquí] retó Blasco Jimeno, hijo de Fortín /Blasco al Rey D. Alonso el Primero/ de Aragón, porque contra su palabra/ y juramento hirvió en aceite sesenta/ cavalleros avileses que la ciudad le dio/ en rehenes, ofendido de que no le entre/gó al Rey Don Alonso el Sé(ptimo) que te/nia en guarda. Y acometido del exér/cito real murió como gran cavallero vendiendo mui cara su vida, dexando/ a los venideros memoria de su valor./Año de 1116. Quien dixere una Avemaría /por su ánima gana cuarenta días de/ perdón. El ape?co? la Torre de Velada mandó re/novar este padrón en?  de se(p)tiembre/ de 165?.»